# Aglaia aherniana
Aglaia aherniana är en tvåhjärtbladig växtart som beskrevs av Janet Russell Perkins. Aglaia aherniana ingår i släktet Aglaia och familjen Meliaceae. Inga underarter finns listade i Catalogue of Life.